# Lago Inari
El lago Inari (en finés: Inarijärvi; en sami inari: Aanaarjävri; en sami septentrional: Anárjávri; en sami skolt: Aanarjäuʹrr; en sueco: Enare träsk) es el segundo lago de Finlandia y el sexto de Europa en extensión. Se encuentra situado en la parte septentrional de Laponia, al norte del Círculo polar ártico, a 118 metros sobre el nivel del mar. El lago tiene una superficie de 1.040,28 km². Desagua hacia el norte a través del río Paatsjoki, que vierte sus aguas al Varangerfjord, una bahía del mar de Barents. Su periodo de congelación se extiende normalmente desde el mes de noviembre hasta comienzos del de junio.
Tiene 3.318 islas, siendo las mayores Kaamassaari (21 km²), Mahlatti (21 km²), Leviä Petäjäsaari (9,2 km²), Vartasaari (8,3 km²), Iso Jääsaari (7,4 km²), Hoikka Petäjäsaari (7,0 km²), Viimassaari (6,9 km²), Iso Roiro (6,5 km²), Navduusualuj, Taplasaari y Tervassari. Las más conocidas son Hautuumaasaari y Ukonkivi, un histórico lugar sagrado para el pueblo sami, los antiguos habitantes de la zona. En las aguas del Inari es posible la pesca de truchas, salmones, pescados blancos y lucios.

## Enlaces externos

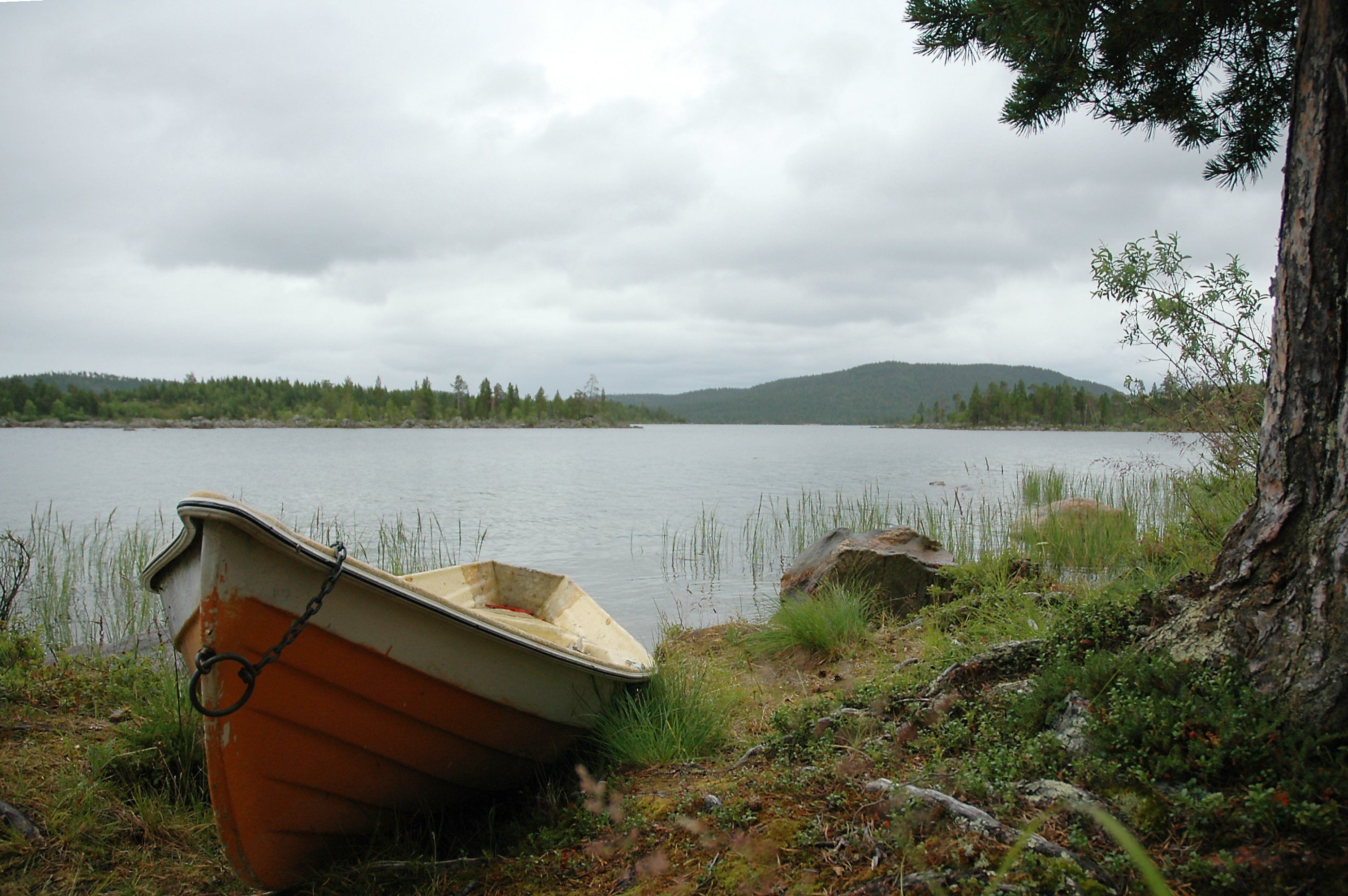
Barca frente al Lago Inari